# 26737 Adambradley
26737 Adambradley este un asteroid din centura principală de asteroizi.

## Descriere
26737 Adambradley este un asteroid din centura principală de asteroizi. A fost descoperit pe 27 aprilie 2001 la Socorro, New Mexico, în cadrul proiectului LINEAR. Asteroidul prezintă o orbită caracterizată de o semiaxă mare de 2,28 ua, o excentricitate de 0,19 și o înclinație de 5,9° în raport cu ecliptica.